# باك بيج
باك بيج (بالإنجليزية: Buck Page)‏ هو عازف قيثارة أمريكي، ولد في 18 يونيو 1922 في بيتسبرغ في الولايات المتحدة، وتوفي في 21 أغسطس 2006.